# 파크 MGM

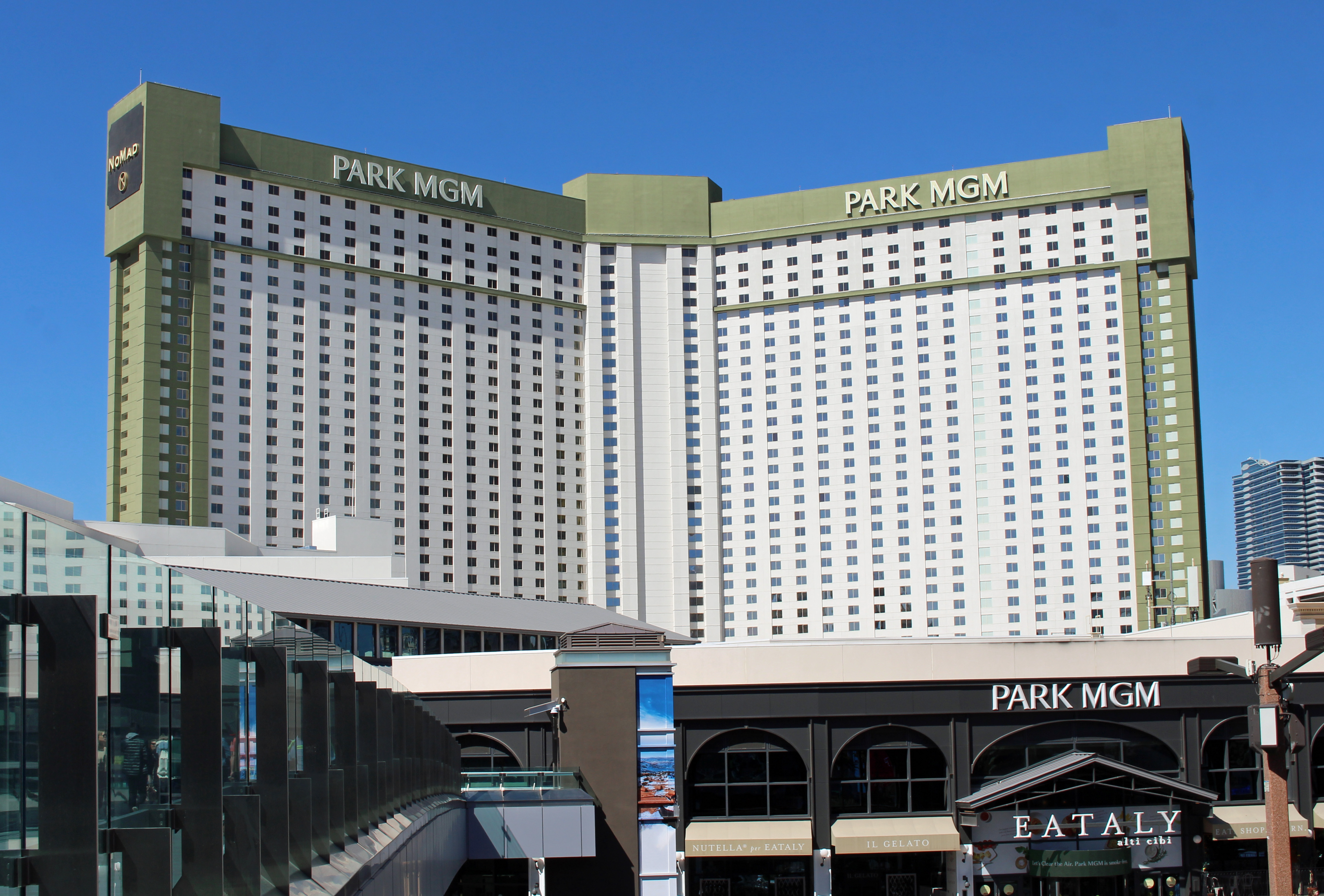

파크 MGM(Park MGM, 구 명칭: 몬테카를로 리조트 앤 카지노, Monte Carlo Resort and Casino)은 미국 네바다주 패러다이스 (네바다주)의 라스베이거스 스트립에 위치한 대규모 리조트 호텔이자 카지노이다. 비치 프로퍼티스(Vici Properties)가 소유하고 MGM 리조트 인터내셔널이 운영한다. 미라지 리조트(Mirage Resorts)와 서커스 서커스 엔터프라이즈(Circus Circus Enterprises)가 개발했으며 둘 다 나중에 MGM에 인수되었다.
이 리조트는 1996년 6월 21일 몬테카를로(Monte Carlo)라는 이름으로 개장했다. 디자인은 모나코의 몬테카를로 카지노를 기반으로 했다. 2008년 1월 32층짜리 호텔 옥상에서 화재가 발생했다. 용접으로 발생한 화재로 몬테카를로호는 대피 및 폐쇄됐고, 13명이 연기를 흡입해 치료를 받았다. 리조트는 화재로 인해 폐쇄로 인한 피해와 수익 손실을 포함하여 거의 1억 달러의 손실을 입었다. 3주 후에 다시 문을 열었다. 최상층은 물 피해를 입었고 전체 개조 공사를 거쳐 2009년 8월 호텔32로 재개장했다. 호텔 내 호텔로 운영되며 50개의 객실을 제공한다.
2016년 6월, MGM은 몬테카를로를 개조하고 파크 MGM으로 브랜드를 변경하고 2018년 5월 9일에 이름 변경이 발효될 것이라고 발표했다. 5억 5천만 달러가 넘는 2년간의 개조 공사가 2018년 12월에 완료되었다. 철거되고 타워의 최상층 4개 층은 새로운 호텔 내 호텔인 노매드 라스베가스(NoMad Las Vegas)로 브랜드가 변경되었다. 파크 MGM에는 76,982평방피트(7,200m2) 규모의 카지노와 2,700개의 객실이 있으며, 노매드의 293개 객실을 제외하면 총 2,993개에 이르다.
마술사 랜스 버튼(Lance Burton)은 1996년부터 2010년까지 1,200석 규모의 랜스 버튼 시어터(Lance Burton Theatre)에서 몬테카를로의 오랜 헤드라이너로 활동했다. 새로운 공연장인 파크 시어터(Park Theatre)가 2016년에 문을 열었으며 이후 돌비 라이브로 이름이 변경되었다. 극장은 5,200석을 수용하며 랜스 버튼 시어터의 이전 부지에 지어졌다.